# هاملت گئورگیان (دانشمند)
هاملت آمباکومی گئورگیان (ارمنی: Համլետ Ամբակումի Գևորգյան؛ زادهٔ ۱۰ ژوئیهٔ ۱۹۲۷ - درگذشته ۱۸ ژوئن ۲۰۲۴) یک فیلسوف و استاد اهل ارمنستان بود.

## زندگی‌نامه
در ۱۰ ژوئیهٔ ۱۹۲۷ در ایروان به دنیا آمد و از دانشگاه دولتی ایروان فارغ‌التحصیل شد. وی عضو فرهنگستان ملی علوم ارمنستان بود. وی همچنین برنده دانشمند شایسته جمهوری ارمنستان شده است. وی در ۱۸ ژوئن ۲۰۲۴ در سن ۹۶ سالگی در ایروان درگذشت.

## یادداشت
1. ↑  փիլիսոփայական գիտությունների դոկտոր